# ویلفرید بونی
ویلفرید گوئمیان بونی (فرانسوی: Wilfried Guemiand Bony‎؛ زاده ۱۰ دسامبر ۱۹۸۸) بازیکن فوتبال اهل ساحل عاج است.

## باشگاهی
از باشگاه‌هایی که در آن بازی کرده‌است می‌توان به اسپارتا پراگ، ویتس، سوانزی سیتی، منچستر سیتی، استوک سیتی، العربی و الاتحاد اشاره کرد.

## تیم ملی
وی همچنین در تیم ملی فوتبال ساحل عاج بازی کرده‌است.